# Arnould Galopin
Arnould Desiré Galopin (9. února 1863, Marebuf, Eure, Normandie – 9. prosince 1934, Paříž) byl francouzský spisovatel, autor detektivních, sci-fi románů a dobrodružných románů především pro mládež.

## Život
Arnould Galopin se narodil roku 1863 v Marbeufu normandském departmentu Eure, kde byl jeho otec učitelem. Od roku 1870 žil s rodinou v Paříži. Po ukončení střední školy a po návratu z vojenské služby se stal učitelem. Brzy se ale začal věnovat žurnalistice a deset let pracoval zejména pro dva důležité deníky té doby: La Nation a Le Soir.
Definitivně se začal věnovat psaní v roce 1903 vydáním své první knihy Les Enracinées. Během první světové války působil jako válečný zpravodaj a postupně vydal několik uznávaných knih týkajících se jeho válečných zážitků. Za dílo Sur le front de mer (1918. Na frontě na moři) odrážející jeho službu v obchodním loďstvu obdržel Velkou cenu Francouzské akademie.
Daleko známější je však pro svou tvorbu v oblasti populární literatury, určené většinou mládeži. Stal se autorem asi stovky historických, dobrodružných, detektivních a sci-fi románů, které publikoval v týdenních sešitech nebo na pokračování v denících Le Journal a Le Petit Journal.
Galopinovy fantastické romány byly napsány pod vlivem Julese Verna a H. G. Wellse a samotný Galopin byl často označován jako Moderní Jules Verne (Le Jules Verne Moderne). Hrdinové jeho románů pro mládež jsou obvykle mladí chlapci, jejichž hlavní povahovou vlastností je odvaha a odhodlání. Jejich nepřáteli jsou vždy bezohlední bandité a v boji s nimi prožívají chlapci velké množství různých dobrodružství, která jsou si ale v různých titulech velmi podobná. V oblasti detektivní literatury, ve které ale v jeho podání převládá dobrodružný prvek, je Galopin tvůrcem detektiva Allana Dickinsona (prototyp detektiva Richarda Dickinsona od Jeana Rayho), zloděje Edgara Pipa (podle vzoru Arsèna Lupina) a přízračného zloducha Tenebrase, rivala Fantomase.

## Výběrová bibliografie

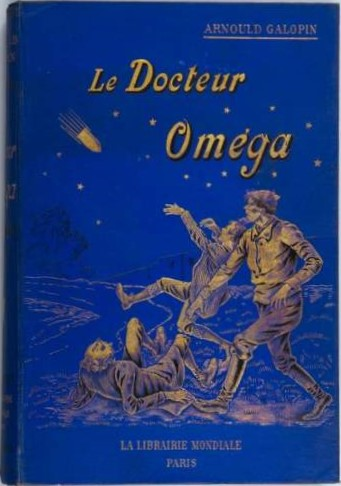
Doktor Omega, vydání z roku 1907

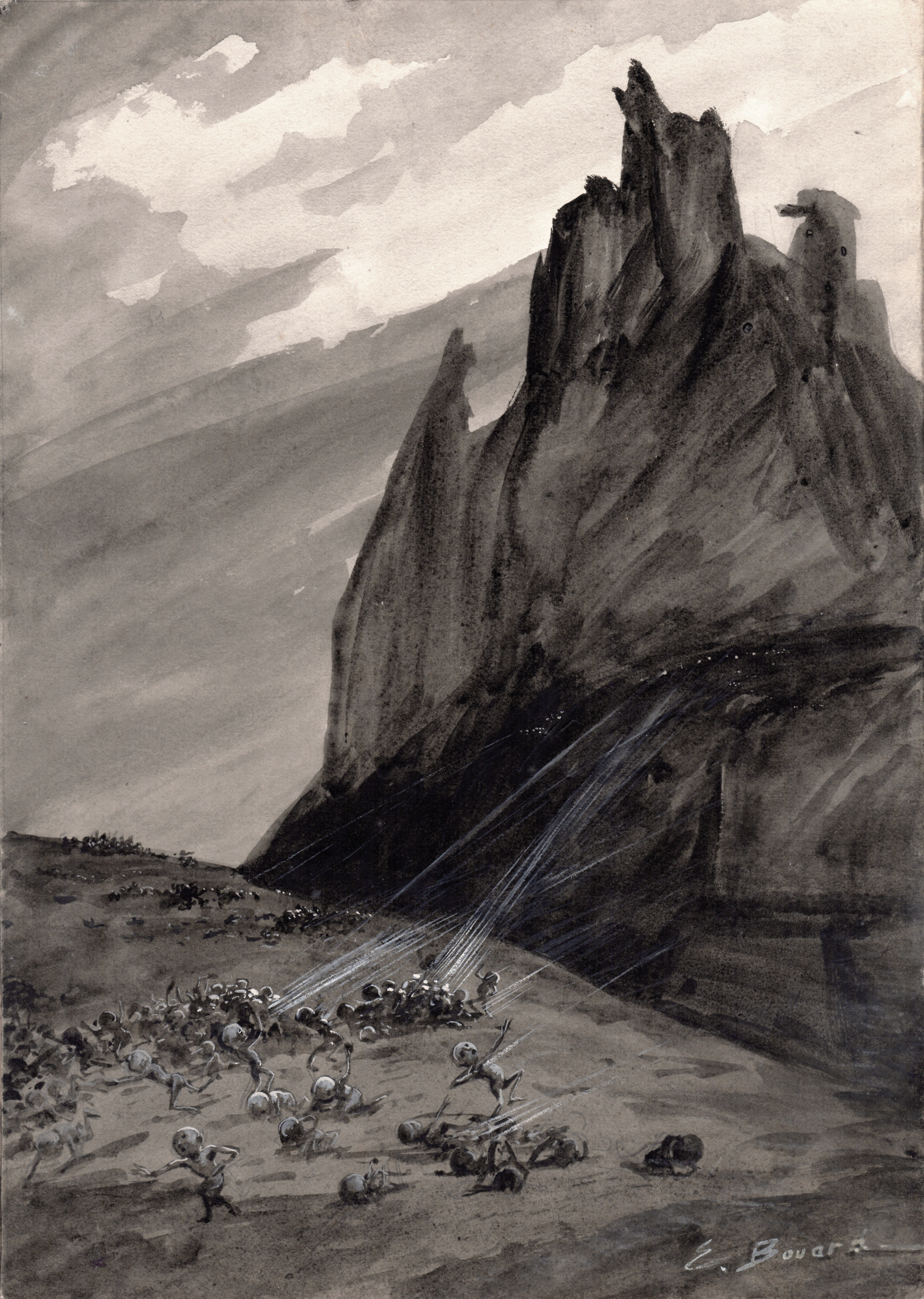
Ilustrace k románu Doktor Omega od Ernesta Augusta Bouarda

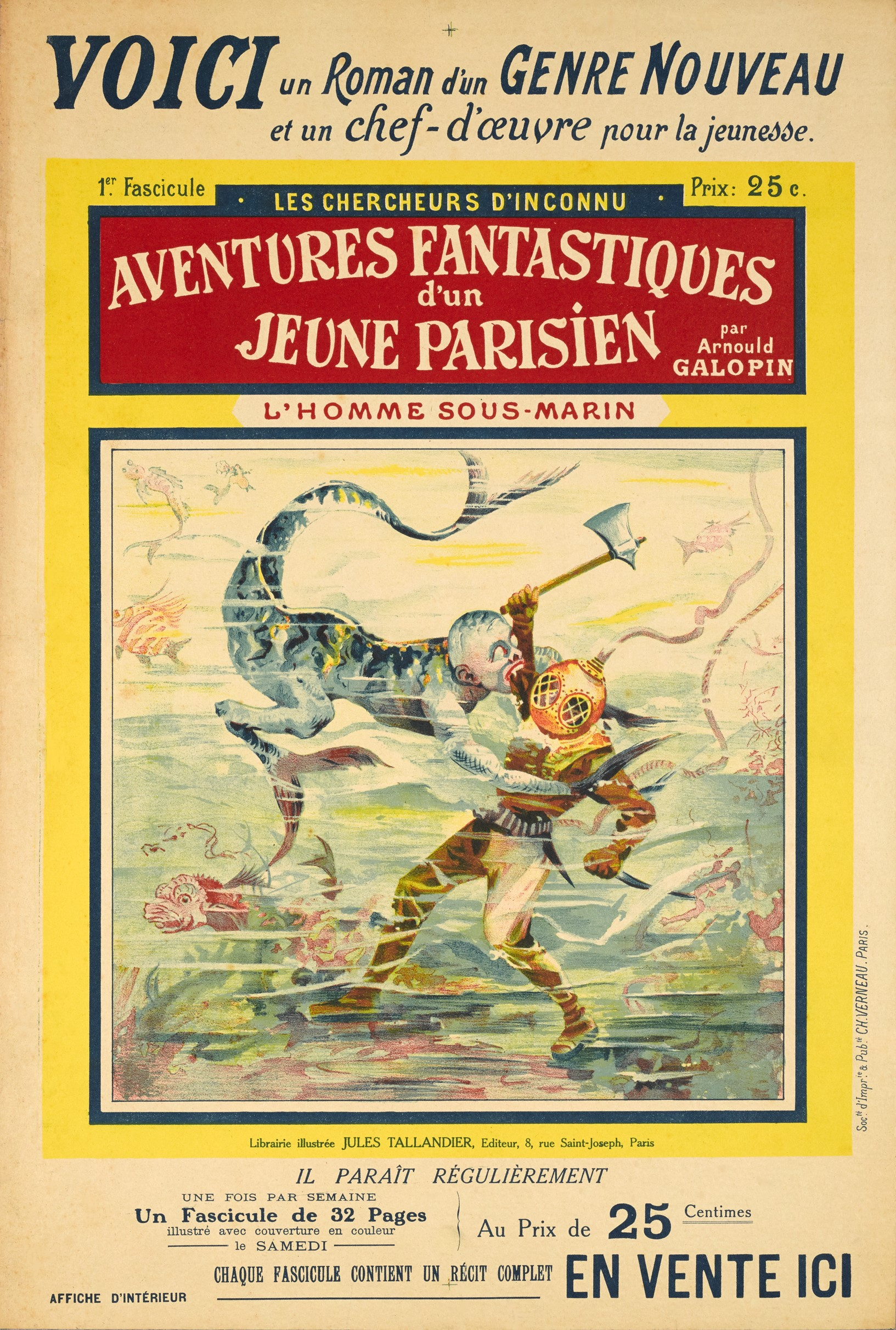
Aventures fantastiques d'un jeune parisien, první sešit

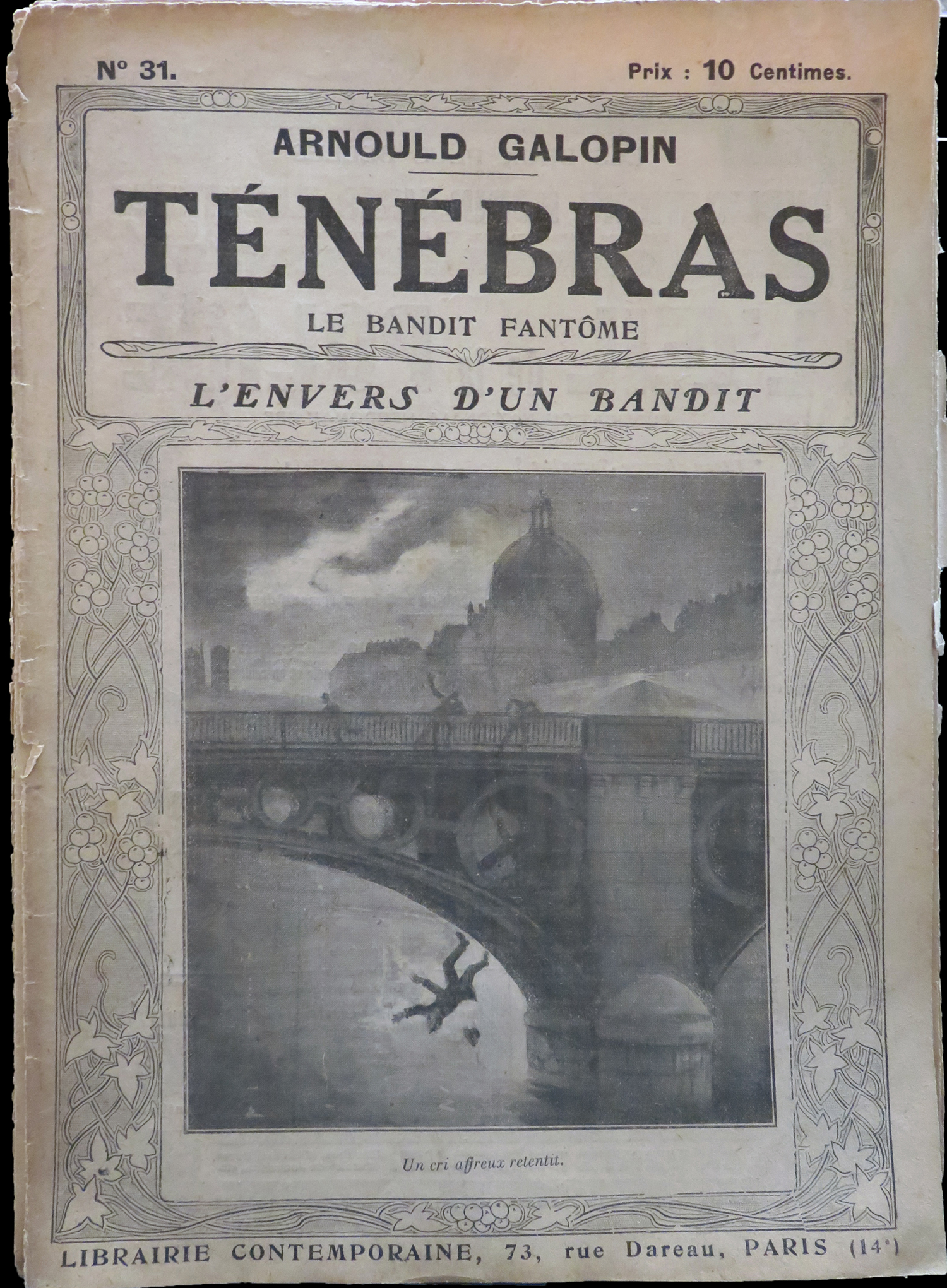
Ténébras, le bandit fantôme, číslo sešitu 31.

- Un tour du monde en aéroplane (1905, Aeroplánem kolem světa), společně s Henrym de La Vauxem.
- Le docteur Oméga (1906, Doktor Omega), sci-fi román, česky jako Divy neznámého světa. Hlavním hrdinou románu je tajemný vynálezce doktor Omega, který vytvořil kosmickou loď, která odpuzuje prostor a čas a umožňuje cestovat ve vesmíru. Doktor Omega se touto lodí vydá se dvěma společníky na planetu Mars. kde všichni prožívají mnohá dobrodružství mezi různými marťanskými národy.
- La Révolution de demain (1909, Revoluce zitřka), sci-fi román.
- Les Chercheurs d'inconnu: aventures fantastiques d'un jeune parisienAventures fantastiques d'un jeune Parisien (1909, Fantastická dobrodružství mladého Pařížana), sci-fi román.
- La Ténébreuse Affaire de Green Park (1910, Temná aféra Zeleného parku), první detektivní román s Allanem Dickinsonem.
- Ténèbras, le bandit fantôme (1911, Ténèbras, bandita fantóm).
- L'Homme au complet gris (1912, Muž v šedém obleku), detektivní román.
- La Sandale rouge (1914, Červený střevíc), detektivní román s Allanem Dickinsonem.
- Sur la ligne de feu (1917, Na ohnivé linii), válečný román.
- Sur le front de mer (1918, Na frontě na moři), válečný román.
- Mémoires d'un cambrioleur retiré des affaires (1922), česky jako Kletba démantu, společné detektivní dobrodružství Allana Dickinsona a zloděje Edgara Pipa.
- Les Aventures de Julot, tueur de tigres (1924, Dobrodružství Julota, zabijáka tygrů).
- Un aviateur de quinze ans (1926, Patnáctiletý letec), dobrodružná cesta mladého chlapce kolem světa.
- Le Petit Chasseur de panthères (1928, Malý lovec panterů), česky jako Lovec šelem.
- Le Bacille (1928, Bacil), sci-fi román o šíleném vědci, který se chce mstít pomocí biologické války.
- Aventures d'un apprenti parisien (1928, Dobrodružství pařížského učně).
- Les Suites d'un mariage d'amour (1929, Následky manželství z lásky), detektivní román s Allanem Dickinsonem.
- Le Petit Détective (1931, Malý detektiv).
- Les Aventures d'un écolier parisien (1931, Dobrodružství pařížského školáka)
- La Résurrection d'Edgar Pipe 1933, Vzkříšení Edgara Pipa)
- Le Tour du monde d'un boy scout(1934, Skautova dobrodružství na cestě kolem světa), dobrodružství francouzského mladíka, skauta a později námořníka, Jacquese Dorvala.
- La Dernière incarnation d'Edgar Pipe (1934, Poslední vtělení Edgara Pipa)

## Filmové adaptace
- Le col bleu (1915), francouzský němý film, režie Emile Chautard.
- Les poilus de la neuvième (1915), francouzský němý film, režie Jean-Joseph Renaud a Georges Rémond.
- La mascotte des poilus (1918), režie Charles Maudru a Georges Rémond.
- Il giro del mondo di un biricchino di Parigi (1921, italský němý film podle románu Aeroplánem kolem světa, režie Luigi Maggi,
- Tao (1924). francouzský němý film, režie Gaston Ravel.[8]

## Česká vydání
U některých titulů se nepodařilo dohledat název a rok vydání francouzského originálu.
- Divy neznámého světa, dva díly, Praha: Josef R. Vilímek 1908, přeložil Jaroslav Houdek.
- Aeroplánem kolem světa, Praha: Josef R. Vilímek 1927, román vyšel v časopise Dobrodružný svět.
- Bacil, Praha: Václav Neubert 1930 (románová příloha Pestrého týdne), přeložil Josef Vodička.
- Lovci pardálů, Praha: Ladislav Šotek 1931, přeložil Vladislav Štverák, sešitová edice Letem dobrodružným světem č. 1.
- Mstitel, Praha: Ladislav Šotek 1931, přeložil Vladislav Štverák, Letem dobrodružným světem č. 2.
- Ostrov kajmanů, Praha: Ladislav Šotek 1931, přeložil Vladislav Štverák, Letem dobrodružným světem č. 3.
- V zajetí rudokožců, Praha: Ladislav Šotek 1931, přeložil Vladislav Štverák, Letem dobrodružným světem č. 4.
- Malý detektiv, Praha: Ladislav Šotek 1931, přeložil Vladislav Štverák, Letem dobrodružným světem č. 5.
- Lovci goril, Praha: Ladislav Šotek 1931, přeložil Vladislav Štverák, Letem dobrodružným světem č. 6.
- Dobrodružství Tommyho, Praha: Ladislav Šotek 1931, přeložil Vladislav Štverák, Letem dobrodružným světem č. 7.
- V džungli, Praha: Ladislav Šotek 1931, přeložil Vladislav Štverák, Letem dobrodružným světem č. 8.
- Malý houslista, Praha: Ladislav Šotek 1931, přeložil Vladislav Štverák, Letem dobrodružným světem č. 9.
- Dobrodružství dvou Francouzů v Dardanelách, Praha: Ladislav Šotek 1931, přeložil Vladislav Štverák, Letem dobrodružným světem č. 10.
- Následky manželství z lásky, Praha: Jan Svátek 1931, přeložil Antonín Svátek.
- Kletba démantu, Praha: Národní politika 1931, přeložil K. Záruba.
- Červený střevíc, Praha: Národní listy 1932, přeložila Vlasta Sísová.
- Poslední vtělení Edgara Pipa, Pražská akciová tiskárna 1935.
- Drama na jachtě "Calypso", Praha: Národní politika 1936, přeložil Vladislav Štverák.
- Skautova dobrodružství na cestě kolem světa, dva díly, Praha: Josef R. Vilímek 1936-1937, přeložil Zdeněk Hobzík pod pseudonymem Jiří Verat.
- Patnáctiletý letec, dva díly, Praha: Josef R. Vilímek 1937-1938, přeložil Zdeněk Hobzík pod pseudonymem Jiří Verat.
- Lovec šelem, tři díly, Praha: Josef R. Vilímek 1938-1939, přeložil Zdeněk Hobzík pod pseudonymem Jiří Verat.
- Patnáctiletý letec, dva díly, Opava: Optys 1992-1993, přeložil Zdeněk Hobzík.